# Aarne Kauhanen
Aarne Emil Kauhanen (29 novembre 1909 - 11 octobre 1949) était un officier finlandais de la police centrale des détectives (EK) et de son successeur, la police d'État (ValPo), avec une responsabilité particulière pour les étrangers dans les années 1930 et 1940. Pendant la Guerre de Continuation, Kauhanen a servi de liaison entre les autorités de police finlandaises et nazies et a été impliqué dans le recrutement du bataillon SS finlandais. Il a également battu et torturé des réfugiés juifs pendant des interrogatoires. Après la guerre, Kauhanen s'est enfui en Amérique du Sud, où il est mort dans des circonstances obscures en 1949. Selon ses mémoires, l'une de ses victimes l'aurait reconnu et lui aurait ensuite tiré dessus.

## Biographie

### Jeunesse
Les parents d’Aarne Kauhanen étaient Antti Kauhanen et Alma Sundsten, tous deux commerçants. Kauhanen a suivi sept ans au lycée normal finlandais d’Helsinki, puis a poursuivi ses études à l’école de commerce finlandaise, où il a obtenu son diplôme en 1928. Kauhanen a d’abord travaillé comme employé de bureau à Helsinki jusqu’à ce qu’il devienne employé de bureau à l’EK en 1933,. Kauhanen, connu sous le nom de code « Kuha », était l’un des employés les plus antisémites de la ValPo,.

### Guerre
Pendant la guerre d'Hiver, il fut muté pour superviser les volontaires étrangers stationnés en Ostrobotnie. Peu de temps après, il devint l'assistant le plus proche d'Arno Anthoni, nommé à la tête de la Valpo en mars 1941. Comme Kauhanen, Anthoni était pro-nazi et antisémite, tout comme Toivo Horelli, le ministre de l'Intérieur qui leur faisait office de superviseur.
Après le déclenchement de la guerre de Continuation, Kauhanen surveillait les étrangers placés en détention et les réfugiés dans le pays, menant également leurs interrogatoires. Parlant couramment l'allemand, Kauhanen servit plus tard d'agent de liaison entre la Valpo et la Kriegsorganisation Finnland du département de renseignement militaire allemand, effectuant plusieurs voyages en Estonie et en Lettonie occupées par les Allemands sur ordre de Horelli. Kauhanen participa également au recrutement du bataillon SS finlandais en tant que directeur de bureau d'Insinööritoimisto Ratas, une organisation secrète qui recrutait des volontaires. À l'été 1942, Kauhanen appartenait à un groupe qui accueilli Heinrich Himmler lors de sa visite en Finlande. En 1944, Kauhanen escorta 11 déportés à Tallinn et au cours du voyage un prisonnier Tchèque serait mort dans des circonstances obscures.

### Après guerre
Peu après la signature de l’armistice de Moscou en septembre 1944, Kauhanen s’enfuit en Suède. Au même moment, ses collègues de la ValPo, Arno Anthoni, le directeur adjoint Ville Pankko, le détective Arvid Ojasti et le détective Erik Jaarma, s’enfuirent également. En février 1945, Kauhanen annonça qu’il n’avait pas l’intention de retourner en Finlande par crainte de la Commission de contrôle alliée, où il fut accusé d’avoir battu à plusieurs reprises des suspects lors d’interrogatoires.1 Fin 1944, l’État polonais avait proposé aux Alliés occidentaux d’ajouter Horelli, Anthon et Kauhanen à la liste des criminels de guerre, mais pour une raison inconnue, la Commission de surveillance dirigée par les Soviétiques n’avait pas transmis la demande aux autorités finlandaises, et ils n’ont donc pas été poursuivis lors du procès pour crimes de guerre.
Kauhanen n’a pas obtenu l’asile politique en Suède, mais il a continué sa fuite au Venezuela, où plusieurs autres Finlandais avaient fui après la guerre, grâce à un passeport de réfugié délivré à Stockholm. Il aurait gagné sa vie en faisant du commerce avec Arvid Ojasti. En avril 1947, Kauhanen a été arrêté à Caracas, la capitale du Venezuela, après avoir été identifié devant le consulat américain par Edgar Jakapi, un ingénieur estonien interrogé par la Valpo à Helsinki. Les autorités vénézuéliennes ont interrogé Kauhanen, attendant des informations supplémentaires de la Finlande pour savoir s’il était considéré comme un criminel de guerre. Jakapi a accusé Kauhanen de torture, et lorsque les informations sur son arrestation sont arrivées en Suède, Expressen a signalé que plusieurs réfugiés juifs avaient déclaré qu’ils étaient prêts à témoigner contre lui pour les coups et la torture subis lors des interrogatoires,. Cependant, Kauhanen n’a pas été remis à la Finlande, mais il est mort dans des conditions peu claires au Venezuela en octobre 1949.
Selon un mémoire reçu par la journaliste Elina Sana en 1978, un Estonien du nom de Pikmäk aurait tiré sur Kauhanen en Argentine ou en Uruguay. Selon ce rapport, Pikmäk aurait été torturé par Kauhanenpendant les interrogatoires de la Valpo et se serait vengé. Il est également possible que ce soit Jakapi qui ait identifié Kauhanen et qui lui ait tiré dessus.